# Husák
Husák es un municipio del distrito de Sobrance en la región de Košice, Eslovaquia, con una población estimada a final del año 2024 de 166 habitantes.
Se encuentra ubicado al noreste de la región, en la cuenca hidrográfica del río Bodrog (afluente derecho del Tisza) y cerca de la frontera con la región de Prešov, Ucrania y Hungría.

## Demografía
| Año        | 1994 | 2004     | 2014    | 2024    |
| ---------- | ---- | -------- | ------- | ------- |
| Población  | 190  | 170      | 162     | 166     |
| Diferencia |      | −10,52 % | −4,70 % | +2,46 % |

| Año        | 2023 | 2024    |
| ---------- | ---- | ------- |
| Población  | 172  | 166     |
| Diferencia |      | −3,48 % |